# Rhinochimaera
Rhinochimaera, in een geslacht uit de familie langneusdraakvissen (Rhinochimaeridae)
Het geslacht omvat drie soorten:
- Rhinochimaera africana Compagno, Stehmann & Ebert, 1990 – Peddelsnuitdraakvis
- Rhinochimaera atlantica Holt & Byrne, 1909 – Atlantische speersnuitdraakvis
- Rhinochimaera pacifica (Mitsukuri, 1895) – Pacifische draakvis